# Árvore

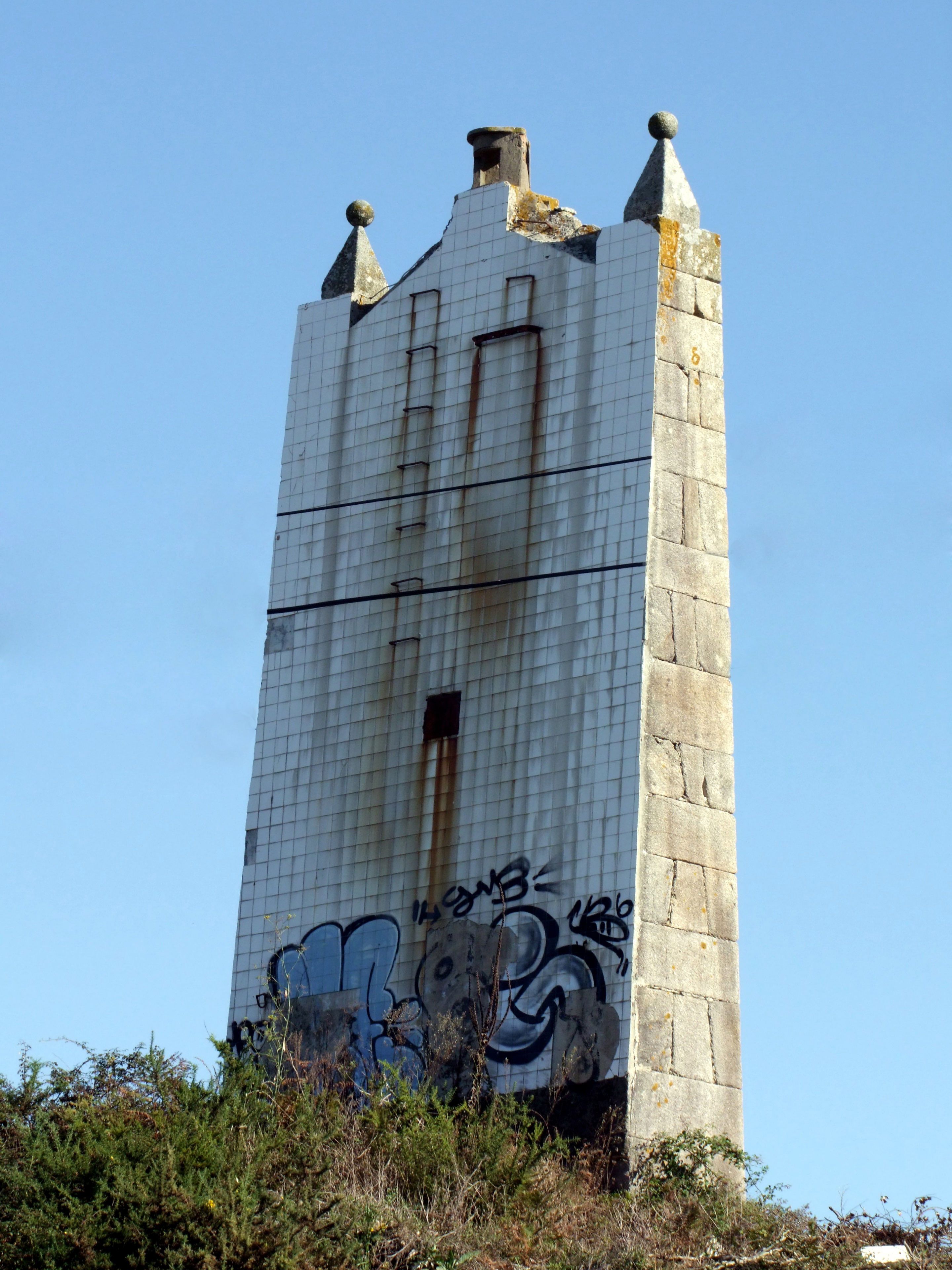
Facho an der Mündung des Ave

Árvore ist eine Gemeinde im Nordwesten Portugals.
Árvore gehört zum Kreis Vila do Conde im Distrikt Porto, besitzt eine Fläche von 6,6 km² und hat 5569 Einwohner (Stand 19. April 2021).